# Queen of Denmark (album)
Albums de John Grant
Pale Green Ghosts
(2013)
Queen of Denmark est le premier album solo de l'ancien leader de The Czars John Grant, sorti le 19 avril 2010 sur le label Bella Union. Queen of Denmark est une collaboration entre Grant et le groupe de folk rock américain Midlake et produit par Grant lui-même en collaboration avec les membres de Midlake Paul Alexander et Eric Pulido. Il a été enregistré sur deux périodes de quatre mois, de juillet à octobre 2008 et de mai à juillet 2009, dans le studio d'enregistrement de Midlake à Denton, au Texas.

## Accueil
Dans le numéro de mai 2010 de Mojo, l'album a reçu le label Instant Classic, rarement donné. Après Have One On Me de Joanna Newsom, c'est le deuxième album à recevoir cet honneur depuis le premier album éponyme de Fleet Foxes en 2008. Le critique a écrit: "Si Queen of Denmark n'était compose que de ballades introspectives, ce serait toujours une œuvre d'une beauté transcendante, mais la seconde moitié de l'album trouve Grant confronté à une rupture romantique avec une profondeur de sentiment étonnante."  En décembre, le magazine a sélectionné Queen of Denmark comme son choix pour le meilleur album de 2010.
Le site Web de la BBC Music Review a décrit l'album comme « l'un des premiers albums les plus profondément satisfaisants de ces derniers temps », et a conclu : « Queen of Denmark transcende la somme de ses influences en se concentrant sur l'attrait irrésistible de chansons d'amour tristes mais optimistes, des arrangements élégants et un croon sombre et beau. La seule erreur de Midlake est de rendre les débuts surprenants de John Grant meilleurs que leurs propres enregistrements".
Mark Edwards a écrit dans The Sunday Times : « Une écoute de Where Dreams Go to Die, par exemple, et vous vous rendrez compte que même si Grant ne peut pas atteindre la perfection dans sa vie réelle, il s'en rapproche assez dans son art. »
Le critique du Guardian a écrit qu'« après être tombé dans un enfer personnel d'alcool, de drogue et avoir abandonné la musique pour les tables d'attente, [John Grant] est sorti avec un colosse. Soutenues par les superfans Midlake, ce sont des chansons d'amour impossible, de quasi-suicide et de rédemption, avec un air d'immensité et de contemplation rappelant le chef-d'œuvre de Dennis Wilson, Pacific Ocean Blue."
Dans The Independent, Andy Gill a écrit à propos de l'album : « un mariage presque parfait de son baryton chaleureux avec leurs textures de bois et de clavier luxuriantes, donne vie aux histoires de Grant sur sa jeunesse gay dans le Midwest. »
La musicienne irlandaise Sinéad O'Connor a repris le morceau Queen of Denmark sur son album de 2012 How About I Be Me (And You Be You) ?.
L'album a également été inclus dans le livre Les 1001 albums qu'il faut avoir écoutés dans sa vie .

## Liste des pistes
Toutes les chansons sont écrites et composées par John Grant.
| 1.    | TC and Honeybear       | 5:04 |
| 2.    | Marz                   | 3:56 |
| 3.    | Where Dreams Go to Die | 6:02 |
| 4.    | Sigourney Weaver       | 3:29 |
| 5.    | Chicken Bones          | 3:36 |
| 6.    | Silver Platter Club    | 4:09 |
| 7.    | It's Easier            | 4:36 |
| 8.    | Outer Space            | 3:13 |
| 9.    | Jesus Hates Faggots    | 3:46 |
| 10.   | Caramel                | 3:33 |
| 11.   | Leopard & Lamb         | 4:39 |
| 12.   | Queen of Denmark       | 4:47 |
| 51:16 |                        |      |

| Limited Edition bonus disc | Limited Edition bonus disc | Limited Edition bonus disc | Limited Edition bonus disc | Limited Edition bonus disc | Limited Edition bonus disc | Limited Edition bonus disc | Limited Edition bonus disc | Limited Edition bonus disc | Limited Edition bonus disc |
| No                         | Titre                      | Durée                      |                            |                            |                            |                            |                            |                            |                            |
| -------------------------- | -------------------------- | -------------------------- | -------------------------- | -------------------------- | -------------------------- | -------------------------- | -------------------------- | -------------------------- | -------------------------- |
| 1.                         | That’s the Good News       | 4:12                       |                            |                            |                            |                            |                            |                            |                            |
| 2.                         | Supernatural Defibrillator | 2:51                       |                            |                            |                            |                            |                            |                            |                            |
| 3.                         | Fireflies                  | 3:41                       |                            |                            |                            |                            |                            |                            |                            |
| 4.                         | What Time?                 | 7:52                       |                            |                            |                            |                            |                            |                            |                            |
| 18:48                      |                            |                            |                            |                            |                            |                            |                            |                            |                            |

## Personnel
- John Grant – chant, piano, claviers, synthétiseur

### Midlake
- Eric Pulido – guitare, guitare acoustique
- Eric Nichelson – guitare, guitare acoustique
- Paul Alexander – basse, basson
- McKenzie Smith – batterie
- Tim Smith – flûte

### Musiciens supplémentaires
- Jesse Chandler – piano
- Britt Herrington - claviers, synthétiseur
- Robert Gomez – guitare
- Bryan Van Divier – guitare baryton
- Fiona Brice – cordes
- Buffi Jacobs – violoncelle
- David Pierce – trombone
- Sara Lov - chœurs sur "Chicken Bones"